# Chivy-lès-Étouvelles
Pour les articles homonymes, voir Chivy (homonymie).
Chivy-lès-Étouvelles est une commune française située dans le département de l'Aisne, en région Hauts-de-France.

## Géographie
1. Carte dynamique
2. Carte OpenStreetMap
3. Carte topographique

### Hydrographie
La commune est située dans le bassin Seine-Normandie. Elle est drainée par l'Ardon, le ruisseau du Sart Labbe, le cours d'eau 02 de la commune de Presles-et-Thierny, le ruisseau des Morennes et divers bras de l'Ardon,,.
L'Ardon, d'une longueur de 11 km, prend sa source dans la commune de Laon et se jette  dans l'Ailette en limite des communes de Royaucourt-et-Chailvet et de Chavignon, après avoir traversé huit communes.
Le ruisseau du Sart Labbe, d'une longueur de 14 km, prend sa source dans la commune de Crépy et se jette  dans l'Ardon sur la commune, après avoir traversé huit communes.

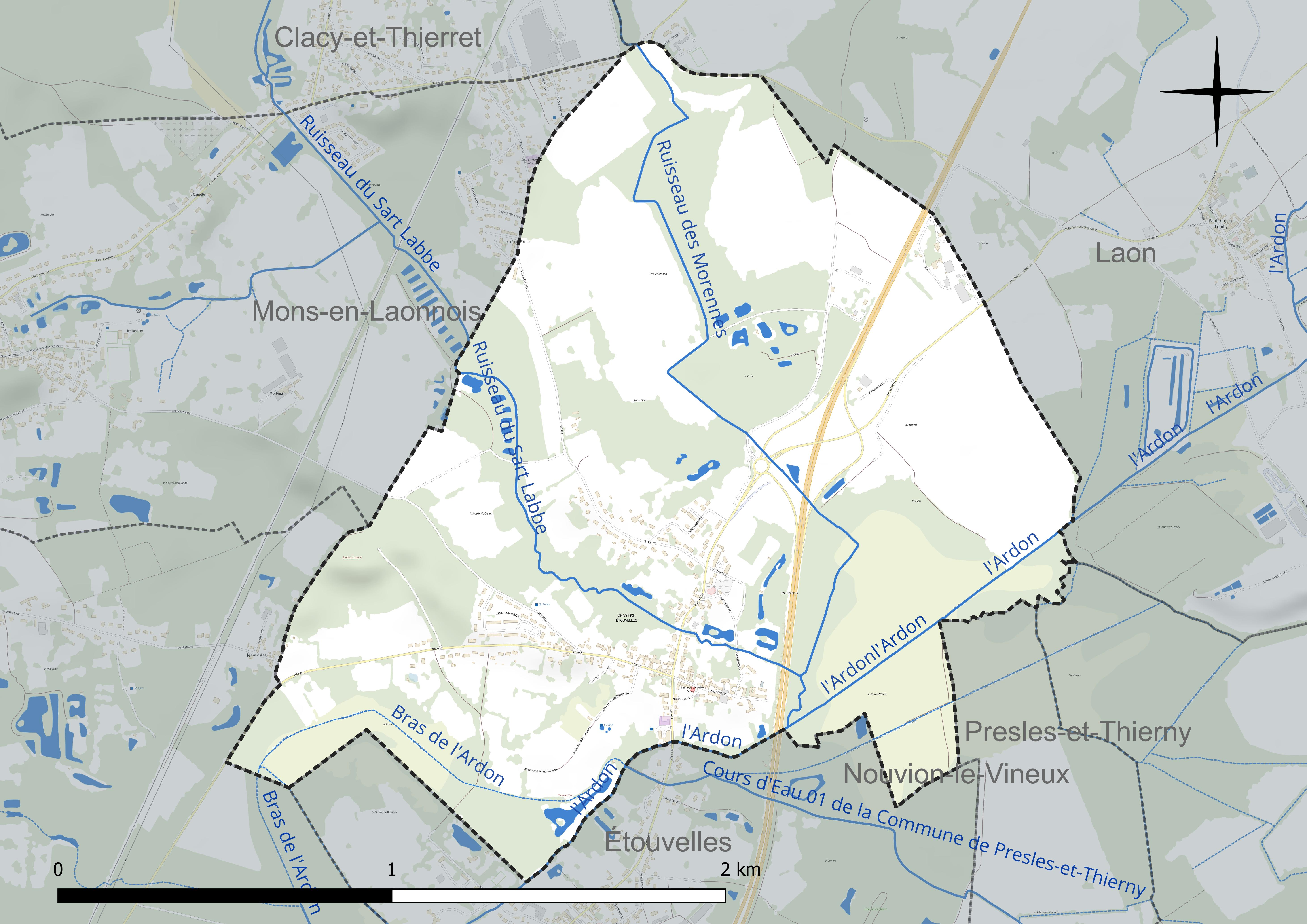
Réseau hydrographique de Chivy-lès-Étouvelles.

### Climat
Pour des articles plus généraux, voir Climat des Hauts-de-France et Climat de l'Aisne.
En 2010, le climat de la commune est de type climat océanique dégradé des plaines du Centre et du Nord, selon une étude du CNRS s'appuyant sur une série de données couvrant la période 1971-2000. En 2020, Météo-France publie une typologie des climats de la France métropolitaine dans laquelle la commune est exposée à un climat océanique altéré et est dans la région climatique Nord-est du bassin Parisien, caractérisée par un ensoleillement médiocre, une pluviométrie moyenne régulièrement répartie au cours de l'année et un hiver froid (3 °C).
Pour la période 1971-2000, la température annuelle moyenne est de 10,3 °C, avec  une amplitude thermique annuelle de 15 °C. Le cumul annuel moyen de précipitations est de 694 mm, avec 11,6 jours de précipitations en janvier et 8,6 jours en juillet. Pour la période 1991-2020 la température moyenne annuelle observée sur la station météorologique la plus proche, située sur la commune de Martigny-Courpierre à 8 km à vol d'oiseau, est de 10,7 °C et le cumul annuel moyen de précipitations est de 734,4 mm,. Pour l'avenir, les paramètres climatiques de la commune estimés pour 2050 selon différents scénarios d'émission de gaz à effet de serre sont consultables sur un site dédié publié par Météo-France en novembre 2022.

## Urbanisme

### Typologie
Au 1er janvier 2024, Chivy-lès-Étouvelles est catégorisée commune rurale à habitat dispersé, selon la nouvelle grille communale de densité à 7 niveaux définie par l'Insee en 2022.
Elle est située hors unité urbaine. Par ailleurs la commune fait partie de l'aire d'attraction de Laon, dont elle est une commune de la couronne,. Cette aire, qui regroupe 106 communes, est catégorisée dans les aires de 50 000 à moins de 200 000 habitants,.

### Occupation des sols
L'occupation des sols de la commune, telle qu'elle ressort de la base de données européenne d'occupation biophysique des sols Corine Land Cover (CLC), est marquée par l'importance des territoires agricoles (42 % en 2018), en diminution par rapport à 1990 (43,3 %). La répartition détaillée en 2018 est la suivante : 
forêts (36,2 %), prairies (22,8 %), terres arables (19,2 %), zones urbanisées (16,1 %), milieux à végétation arbustive et/ou herbacée (5,7 %).
L'évolution de l'occupation des sols de la commune et de ses infrastructures peut être observée sur les différentes représentations cartographiques du territoire : la carte de Cassini (XVIIIe siècle), la carte d'état-major (1820-1866) et les cartes ou photos aériennes de l'IGN pour la période actuelle (1950 à aujourd'hui).

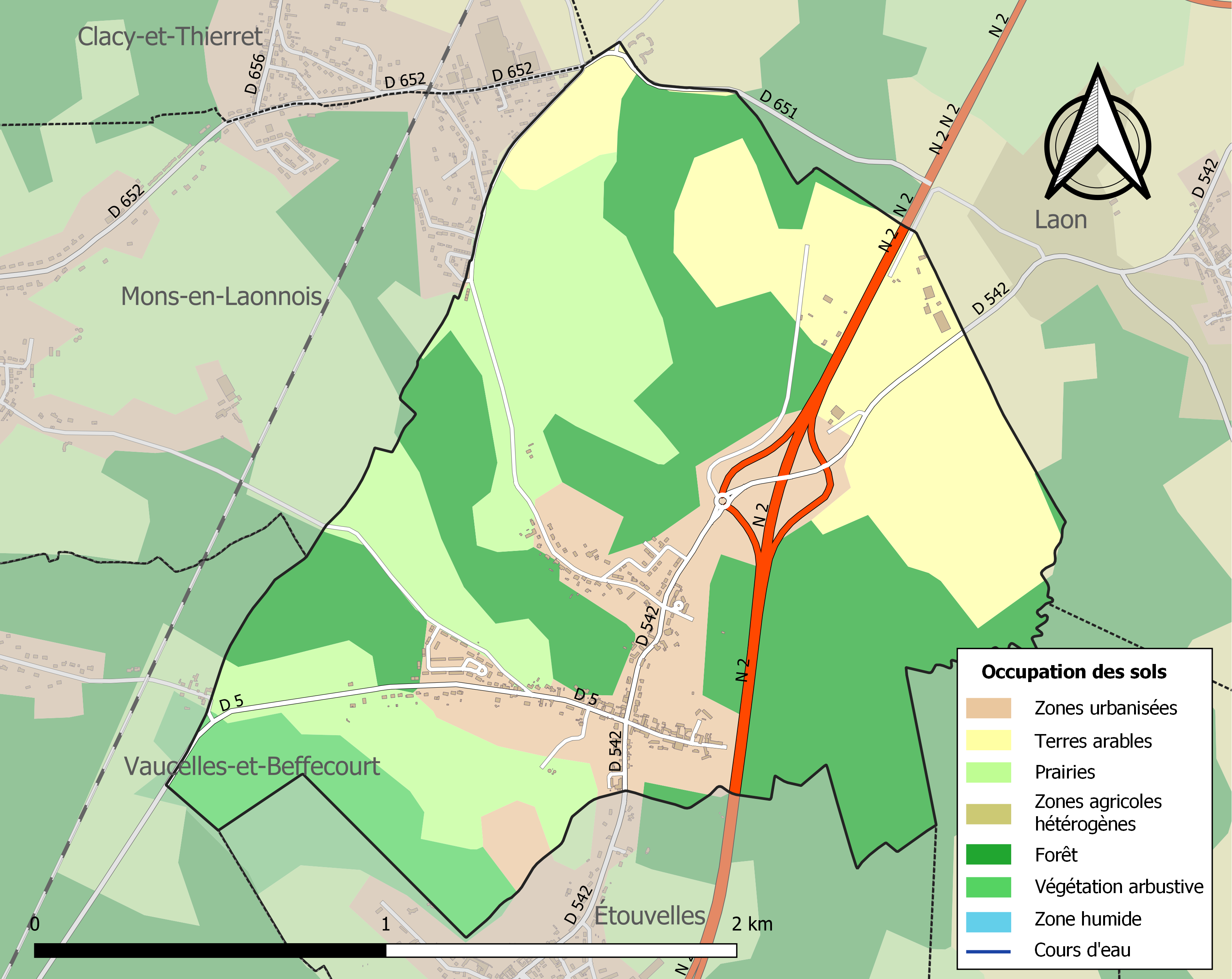
Carte des infrastructures et de l'occupation des sols de la commune en 2018 (CLC).

## Toponymie
Le nom de la localité est attesté sous les formes Chiviacus (1128) ; Chievi (1144) ; Chivi (1173) ; Chevi, Chiviacum (1280) ; Chivy (1340) ; Chivy-soubz-Laon (1389) ; Chivy-les-Estouvelles (1405) ; Chiviacum in Laudunesio (1455).
La préposition « lès » permet de signifier la proximité d'un lieu géographique par rapport à un autre lieu. En règle générale, il s'agit d'une localité qui tient à se situer par rapport à une ville voisine plus grande. La commune française de Chivy indique qu'elle se situe près de Étouvelles.

## Histoire

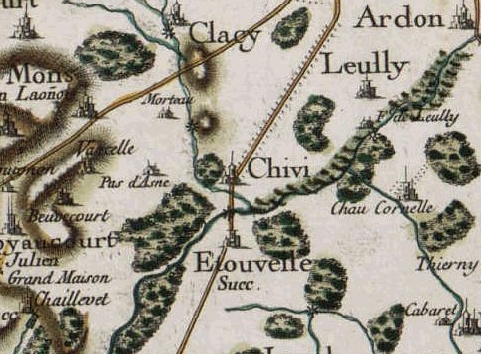
Carte Cassini vers 1750. Le village se nomme Chivi. Il est situé sur la grande route bordée d'arbres conduisant à Laon.

### Guerres napoléoniennes
Les 9 et 10 mars 1814, Chivy-lès-Étouvelles a été le théâtre d'importants combats lors de la bataille de Laon entre l'armée française commandée par Napoléon et l'armée prussienne commandée par Gebhard Leberecht von Blücher.

### Première Guerre mondiale
Après la retraite de l'armée française, le village est occupé par les Allemands dès le 2 septembre 1914 et le restera jusqu'au 13 octobre 1918.

Vu les souffrances endurées par la population pendant les quatre années d'occupation et les dégâts aux constructions, la commune s'est vu décerner la Croix de guerre 1914-1918 (France) le 17 octobre 1920,.

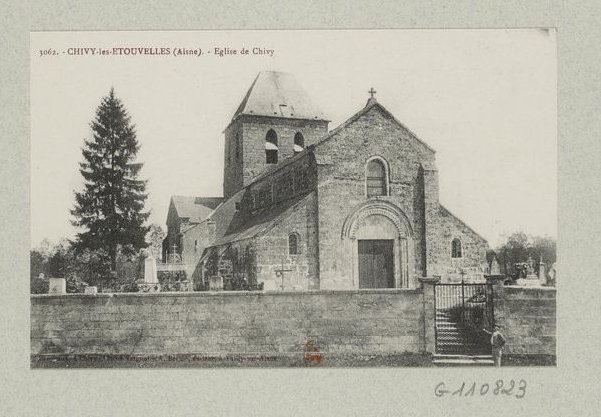
L'église avant 1914.
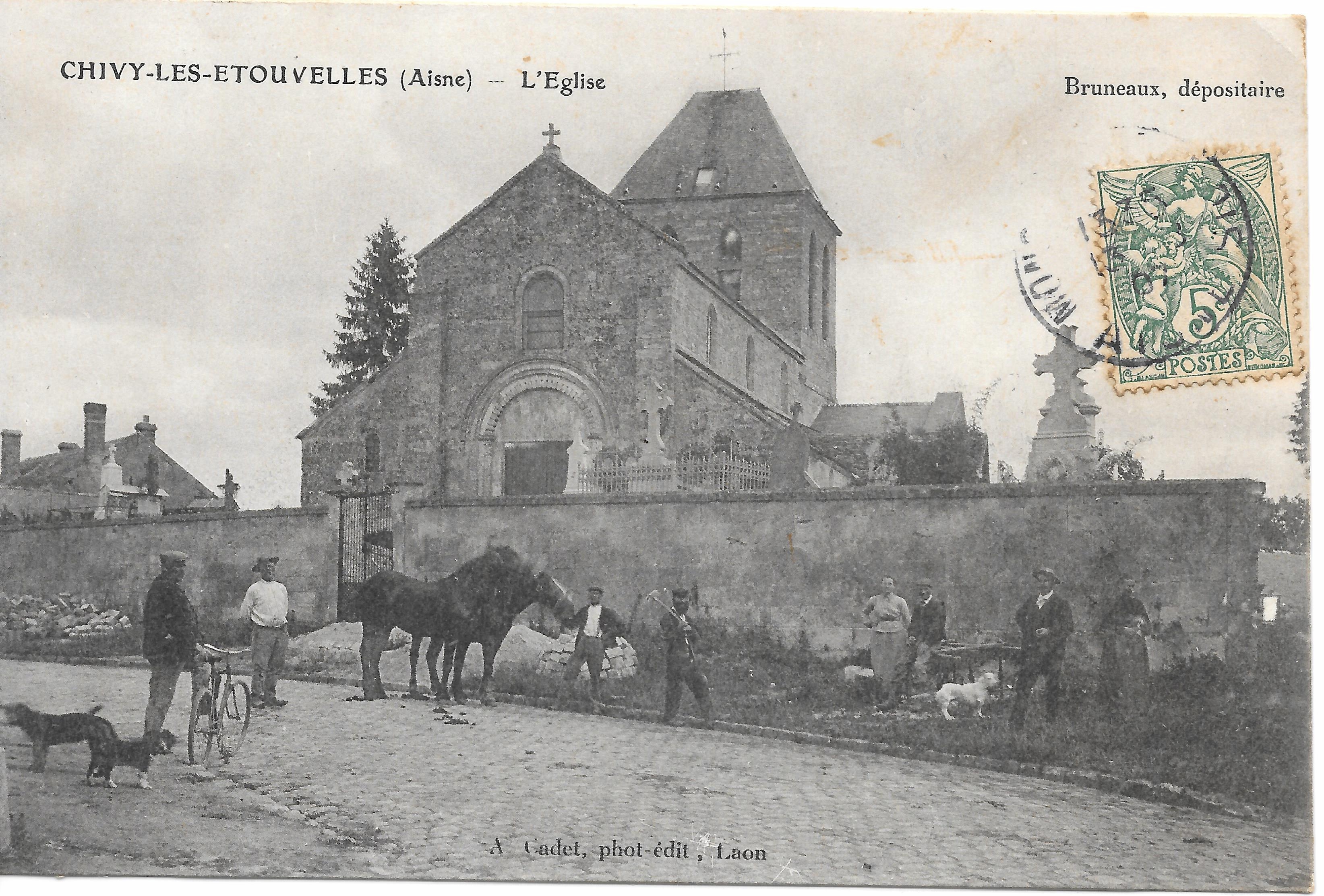
L'église avant 1914.
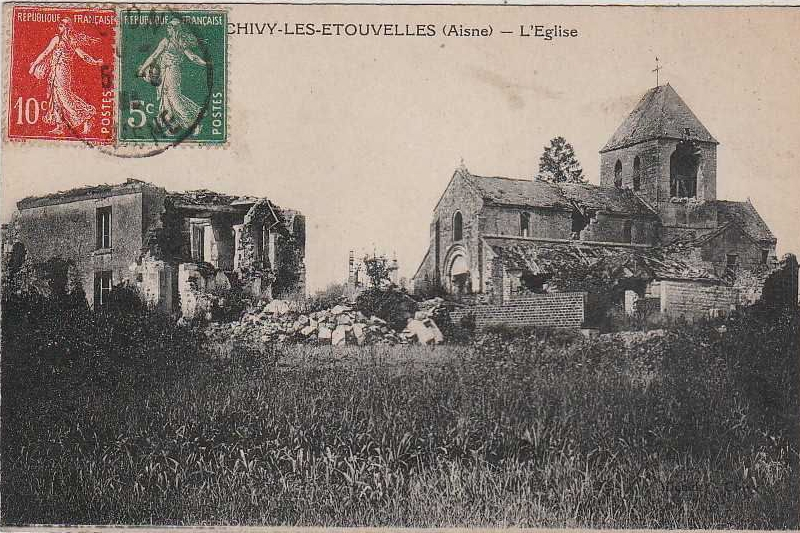
Les ruines de l'église en 1919.
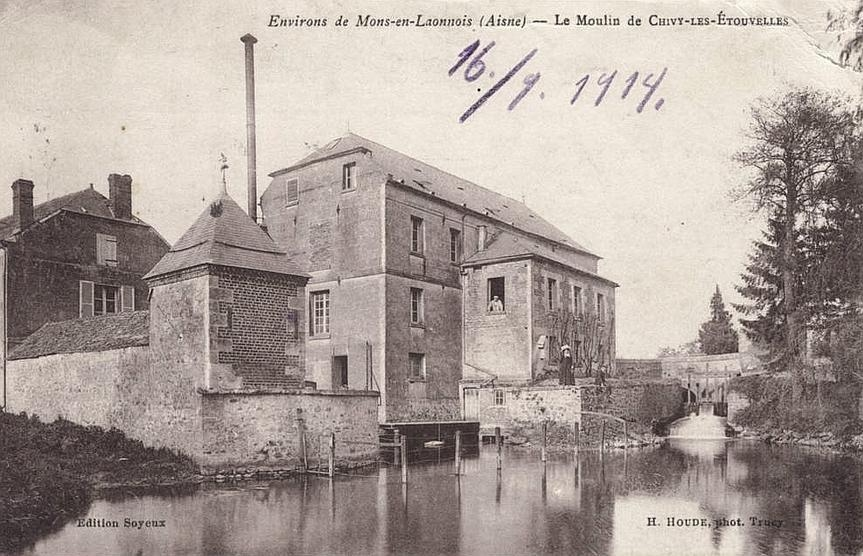
Vue du moulin au début de la guerre 14.
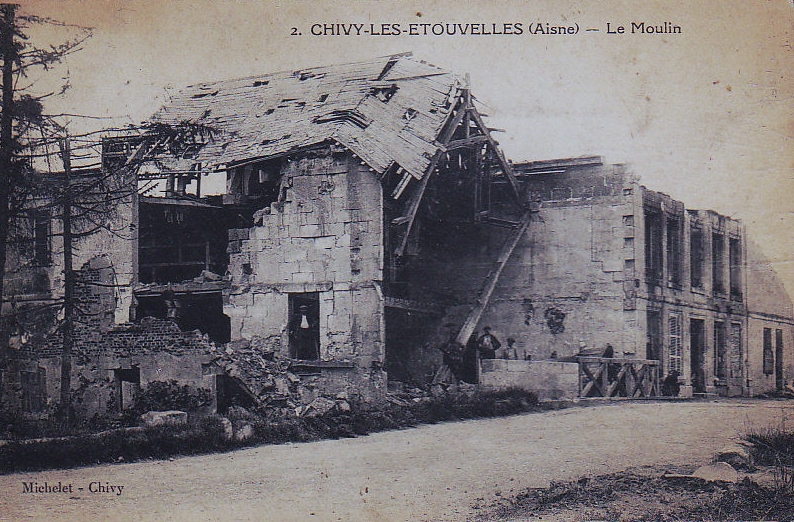
Les ruines du moulin en 1919.
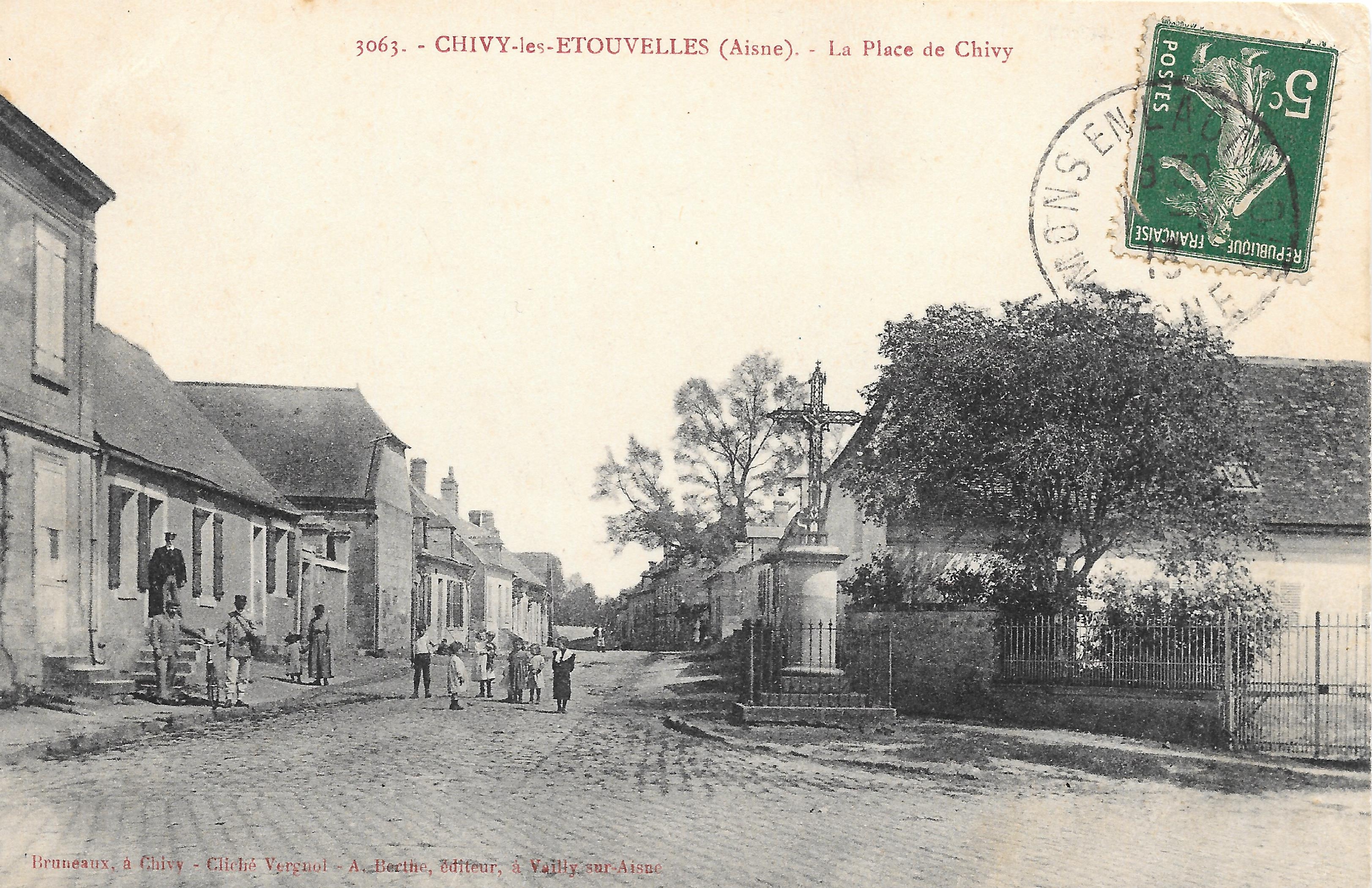
La place en 1913.
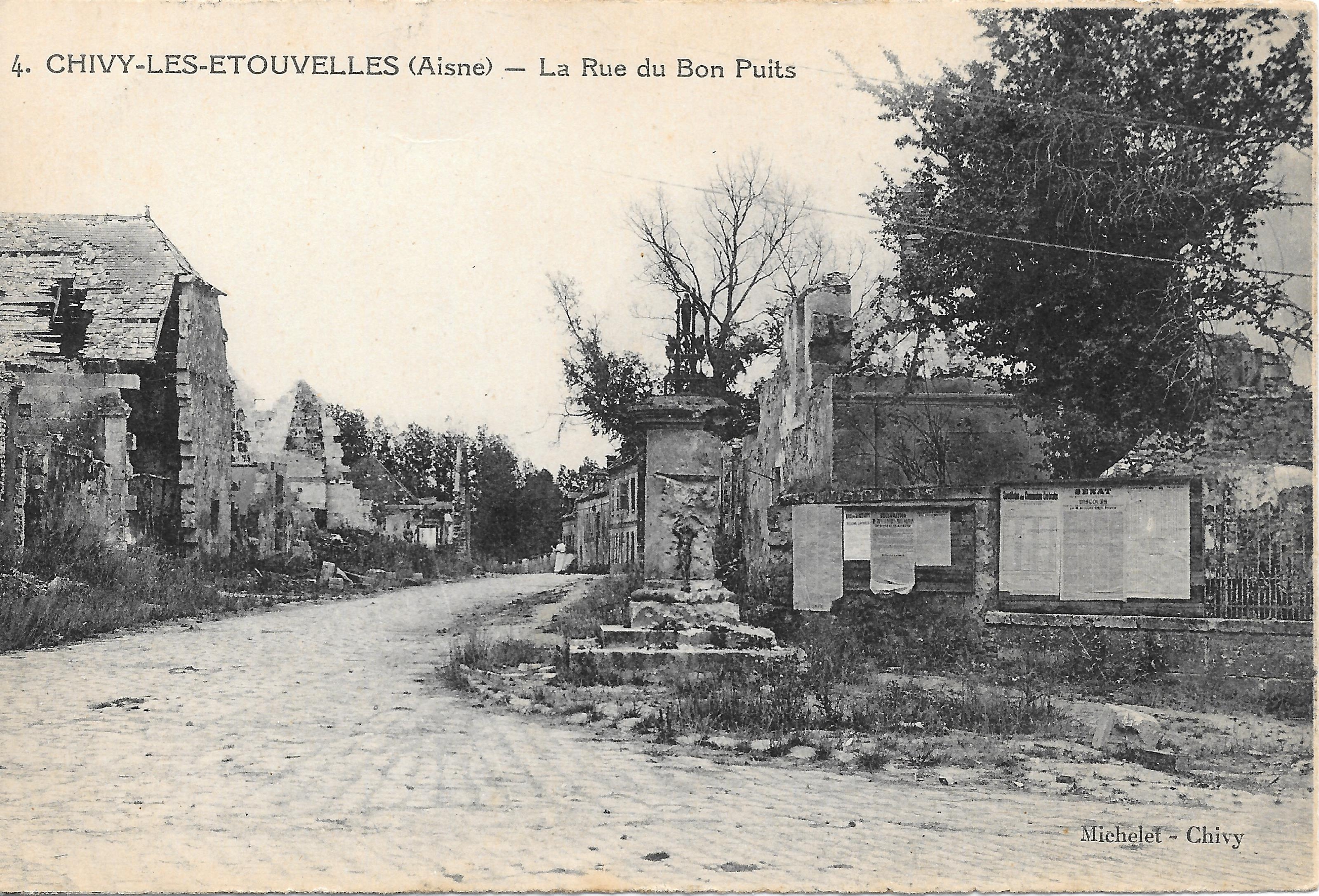
La place  après la guerre.

## Politique et administration

### Découpage territorial
La commune de Chivy-lès-Étouvelles est membre de la communauté d'agglomération du Pays de Laon, un établissement public de coopération intercommunale (EPCI) à fiscalité propre créé le 1er janvier 2014 dont le siège est à Aulnois-sous-Laon. Ce dernier est par ailleurs membre d'autres groupements intercommunaux.
Sur le plan administratif, elle est rattachée à l'arrondissement de Laon, au département de l'Aisne et à la région Hauts-de-France. Sur le plan électoral, elle dépend du  canton de Laon-2 pour l'élection des conseillers départementaux, depuis le redécoupage cantonal de 2014 entré en vigueur en 2015, et de la première circonscription de l'Aisne  pour les élections législatives, depuis le dernier découpage électoral de 2010.

### Administration municipale
| Période                                  | Période                       | Identité             | Étiquette | Qualité                                     |
| ---------------------------------------- | ----------------------------- | -------------------- | --------- | ------------------------------------------- |
| Les données manquantes sont à compléter. |                               |                      |           |                                             |
|                                          | 1876                          | Lacour               |           |                                             |
| 1877                                     |                               | Petit                |           |                                             |
| 1878                                     |                               | Desaint              |           |                                             |
| mars 1977                                | mai 2020                      | Claude Sinet         | PS        | Retraité Réélu(e) pour le mandat 2014-2020, |
| mai 2020                                 | En cours (au 12 juillet 2020) | Jean-Marie Rabouille |           |                                             |

## Démographie
Les habitants de Chivy sont les Chivracussiens.
L'évolution du nombre d'habitants est connue à travers les recensements de la population effectués dans la commune depuis 1793. Pour les communes de moins de 10 000 habitants, une enquête de recensement portant sur toute la population est réalisée tous les cinq ans, les populations de référence des années intermédiaires étant quant à elles estimées par interpolation ou extrapolation. Pour la commune, le premier recensement exhaustif entrant dans le cadre du nouveau dispositif a été réalisé en 2006.

En 2022, la commune comptait 488 habitants, en évolution de −4,69 % par rapport à 2016 (Aisne : −1,97 %, France hors Mayotte : +2,11 %).
| 1793 | 1800 | 1806 | 1821 | 1831 | 1836 | 1841 | 1846 | 1851 |
| ---- | ---- | ---- | ---- | ---- | ---- | ---- | ---- | ---- |
| 205  | 234  | 243  | 204  | 270  | 283  | 297  | 308  | 308  |

| 1856 | 1861 | 1866 | 1872 | 1876 | 1881 | 1886 | 1891 | 1896 |
| ---- | ---- | ---- | ---- | ---- | ---- | ---- | ---- | ---- |
| 296  | 282  | 299  | 267  | 275  | 242  | 244  | 222  | 227  |

| 1901 | 1906 | 1911 | 1921 | 1926 | 1931 | 1936 | 1946 | 1954 |
| ---- | ---- | ---- | ---- | ---- | ---- | ---- | ---- | ---- |
| 204  | 192  | 198  | 122  | 176  | 211  | 222  | 276  | 256  |

| 1962 | 1968 | 1975 | 1982 | 1990 | 1999 | 2006 | 2011 | 2016 |
| ---- | ---- | ---- | ---- | ---- | ---- | ---- | ---- | ---- |
| 217  | 446  | 479  | 472  | 515  | 542  | 487  | 504  | 512  |

| 2021 | 2022 | - | - | - | - | - | - | - |
| ---- | ---- | - | - | - | - | - | - | - |
| 500  | 488  | - | - | - | - | - | - | - |

## Culture locale et patrimoine

### Lieux et monuments
- L'église Saint-Pierre-aux-Liens est classée Monument historique depuis 1920.
- Le monument aux morts.
- L'ancienne mairie - école avec son clocheton.
- Le moulin.

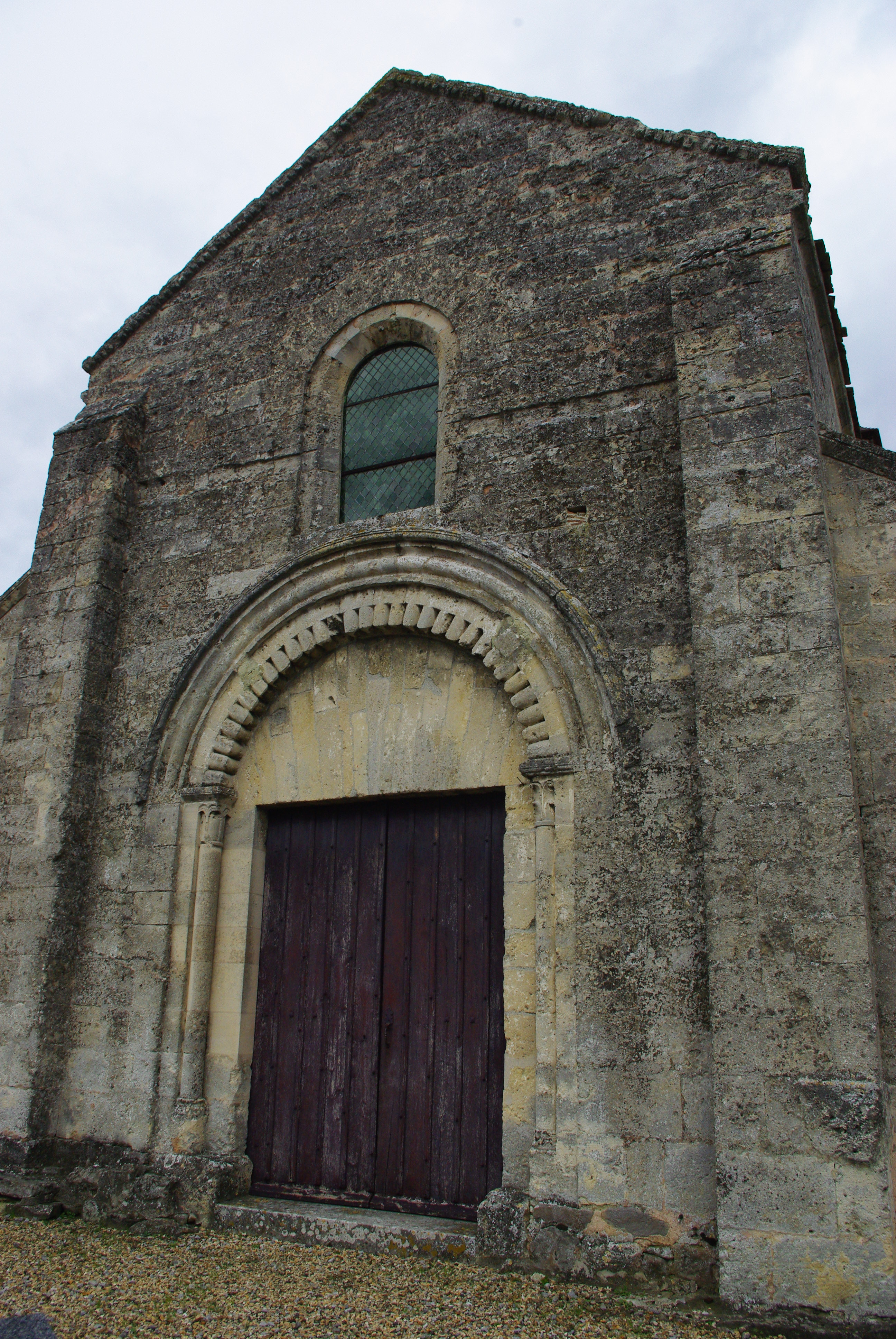
Façade de l'église Saint-Pierre-aux-Liens.
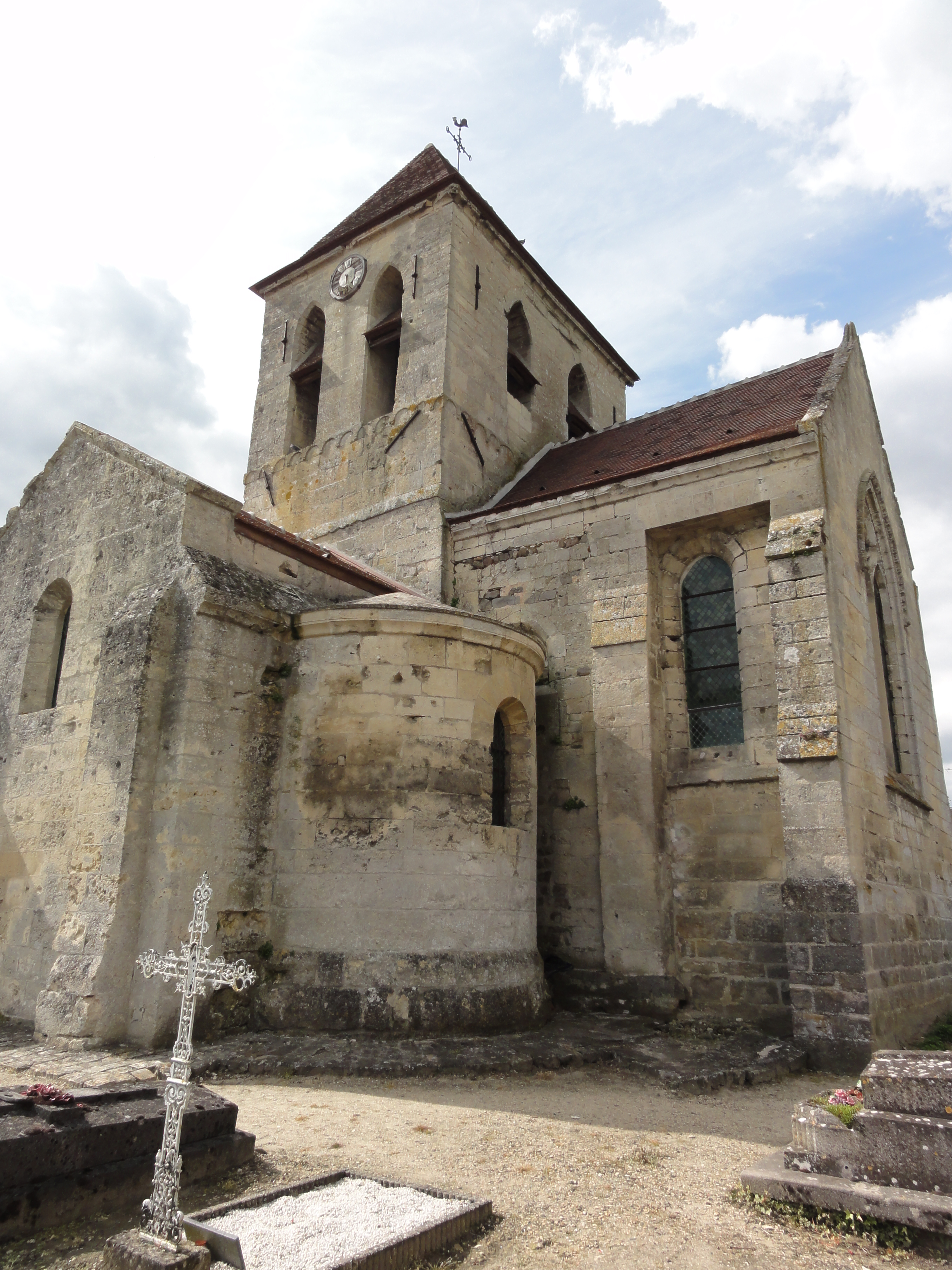
Tour de l'église Saint-Pierre-aux-Liens.
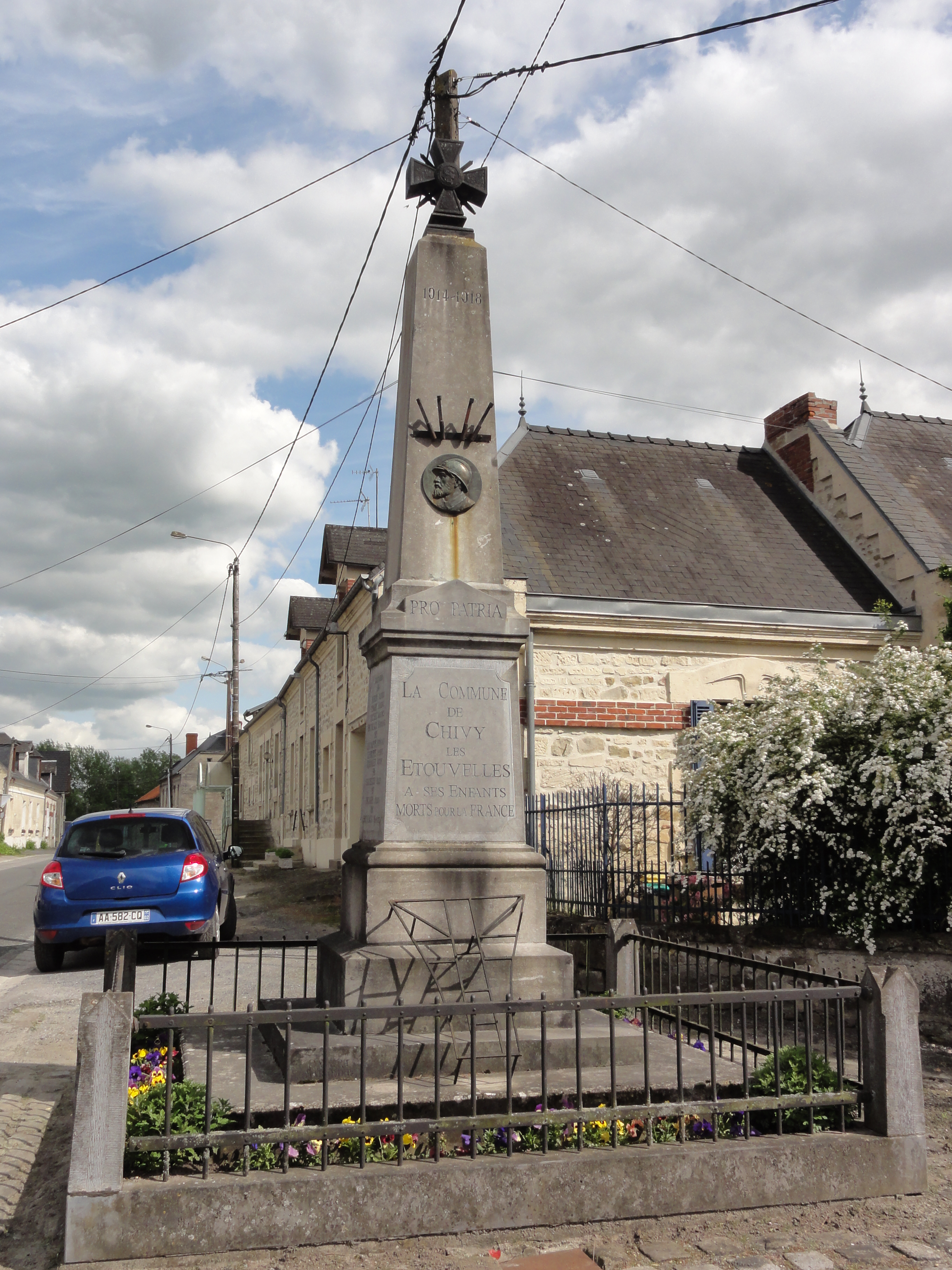
Monument aux morts.
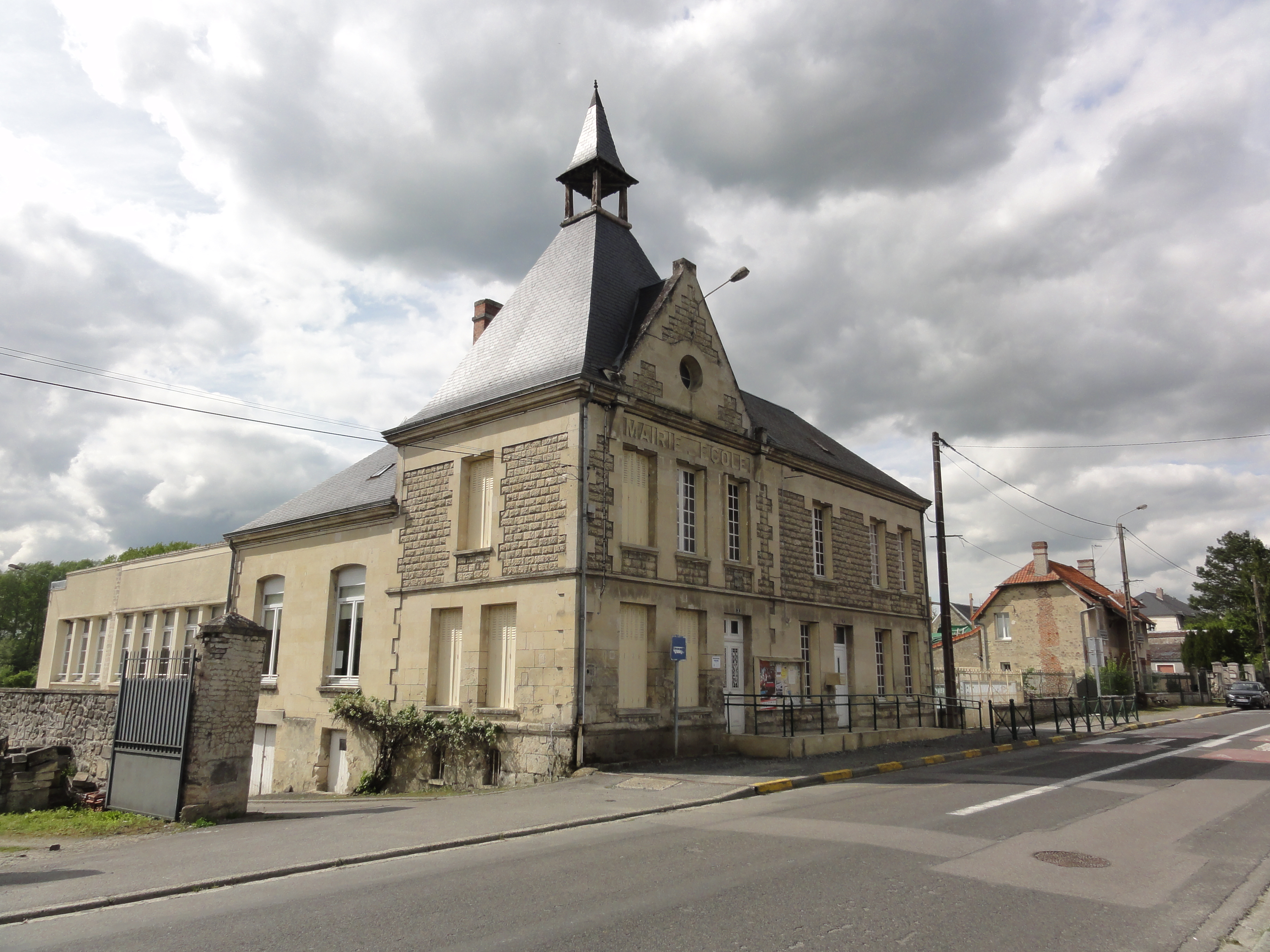
Ancienne mairie - école.
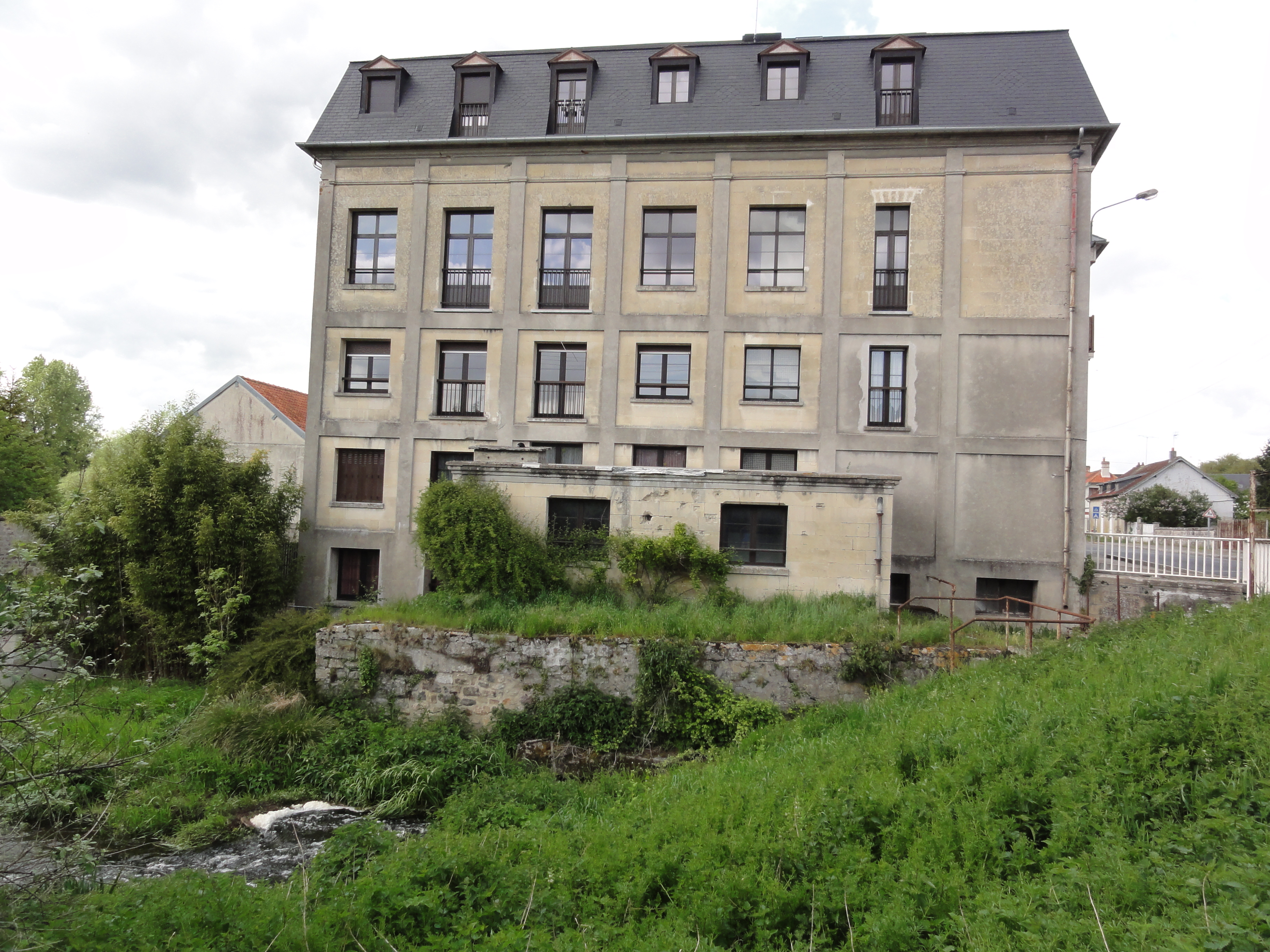
Le moulin.

## Cartes postales anciennes

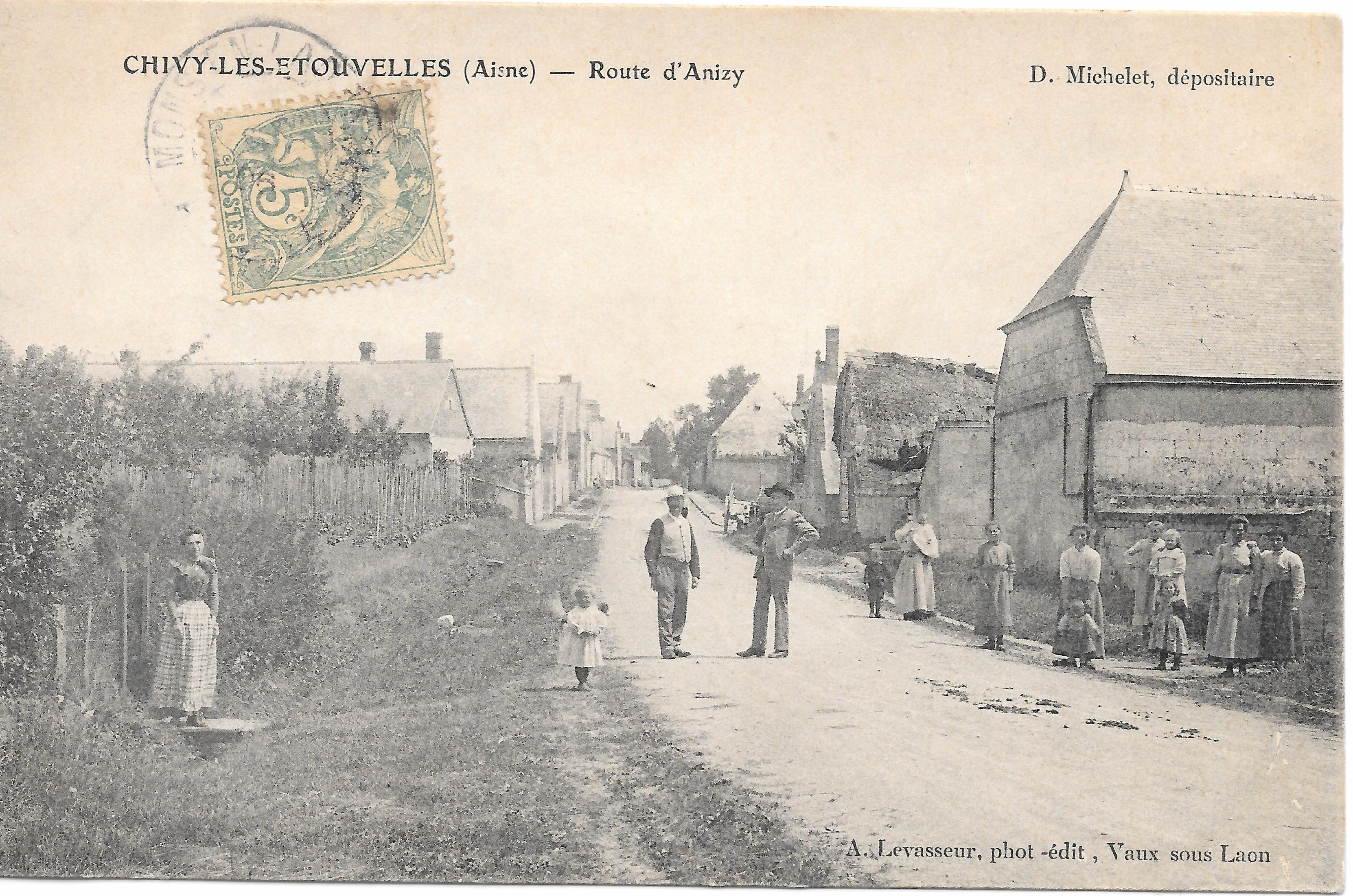
Vue de la rue d'Anizy vers 1906.
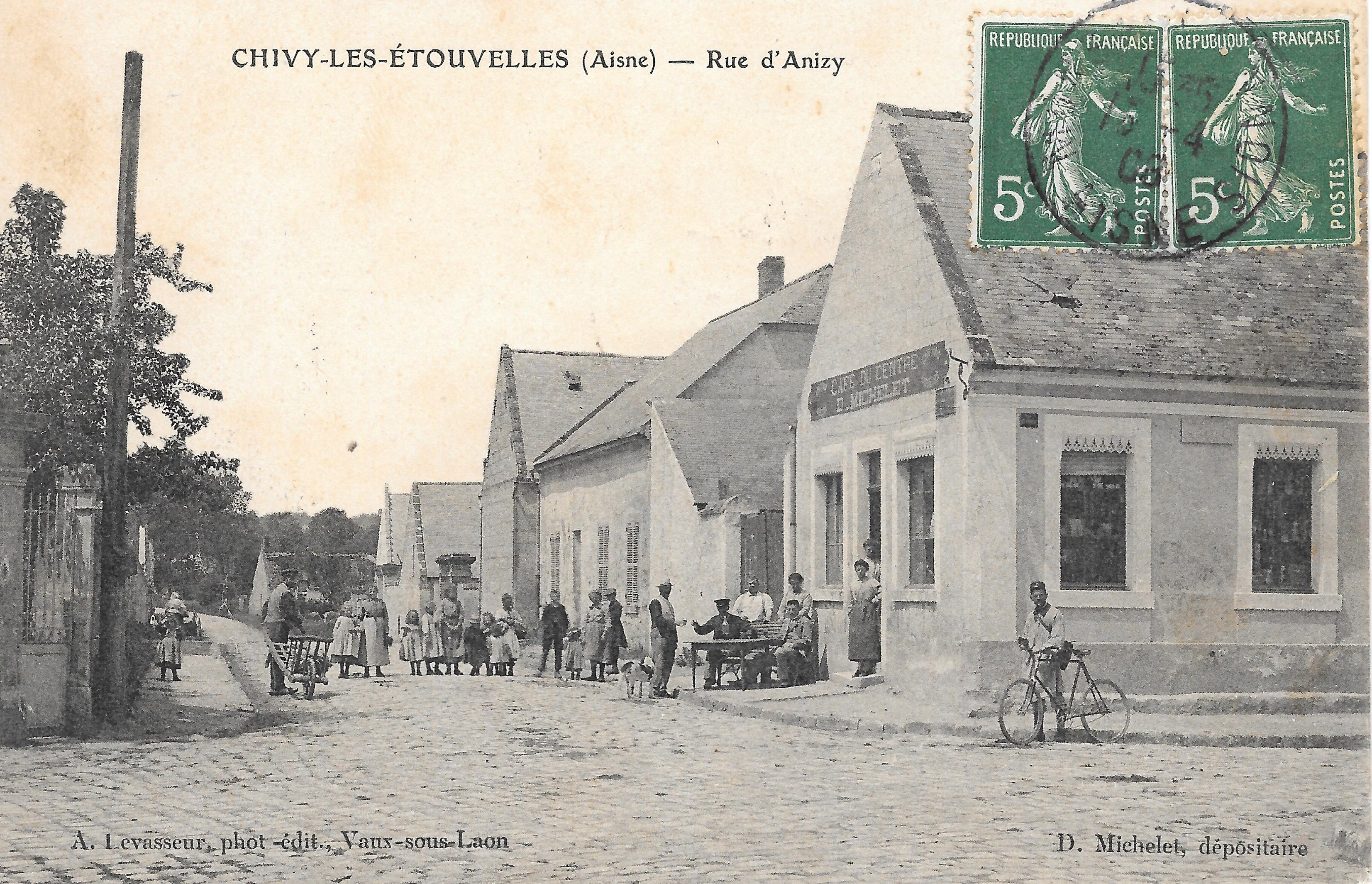
La terrasse du Café du Centre et le garde champêtre à bicyclette vers 1908.
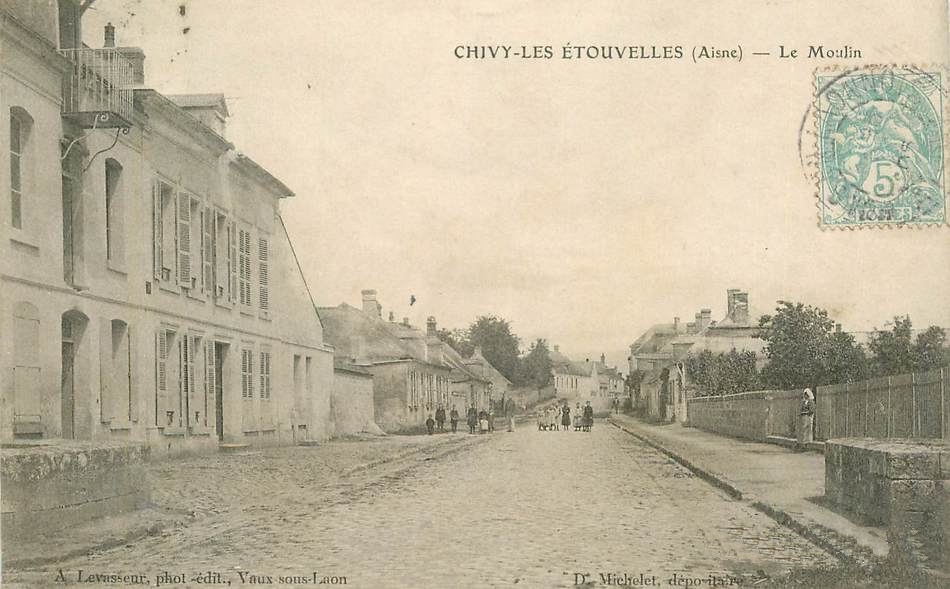
Une rue du village vers 1910.
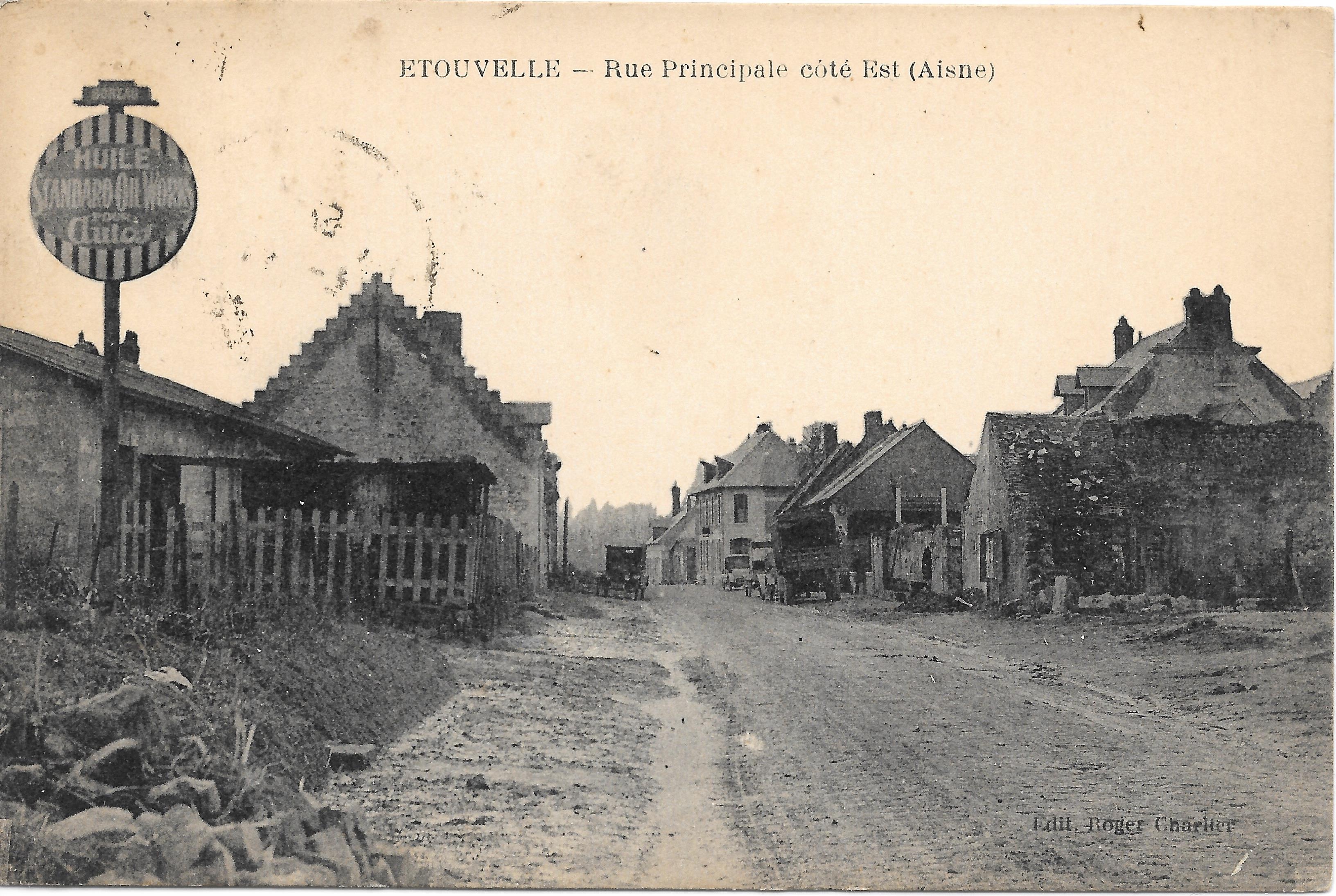
Vue de la reconstruction vers 1925 d'Étouvelles, village voisin de Chivy-Les-Étouvelles.
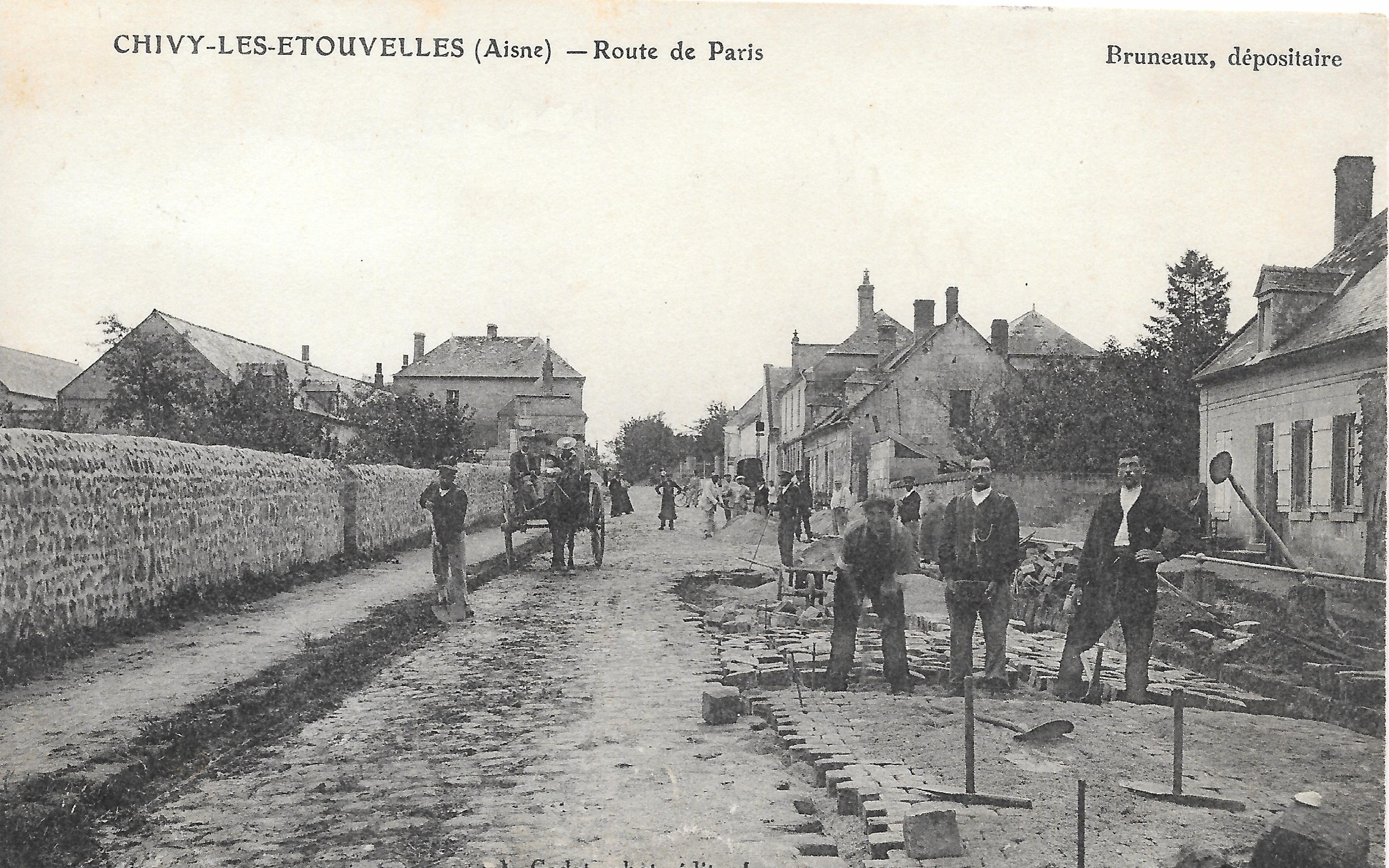
Pavage des rues vers 1930.

## Pour approfondir